# Sceliphron destillatorium
Sceliphron destillatorium là một loài côn trùng cánh màng trong họ Sphecidae, thuộc chi Sceliphron. Loài này được Illiger miêu tả khoa học đầu tiên năm 1807.

## Hình ảnh

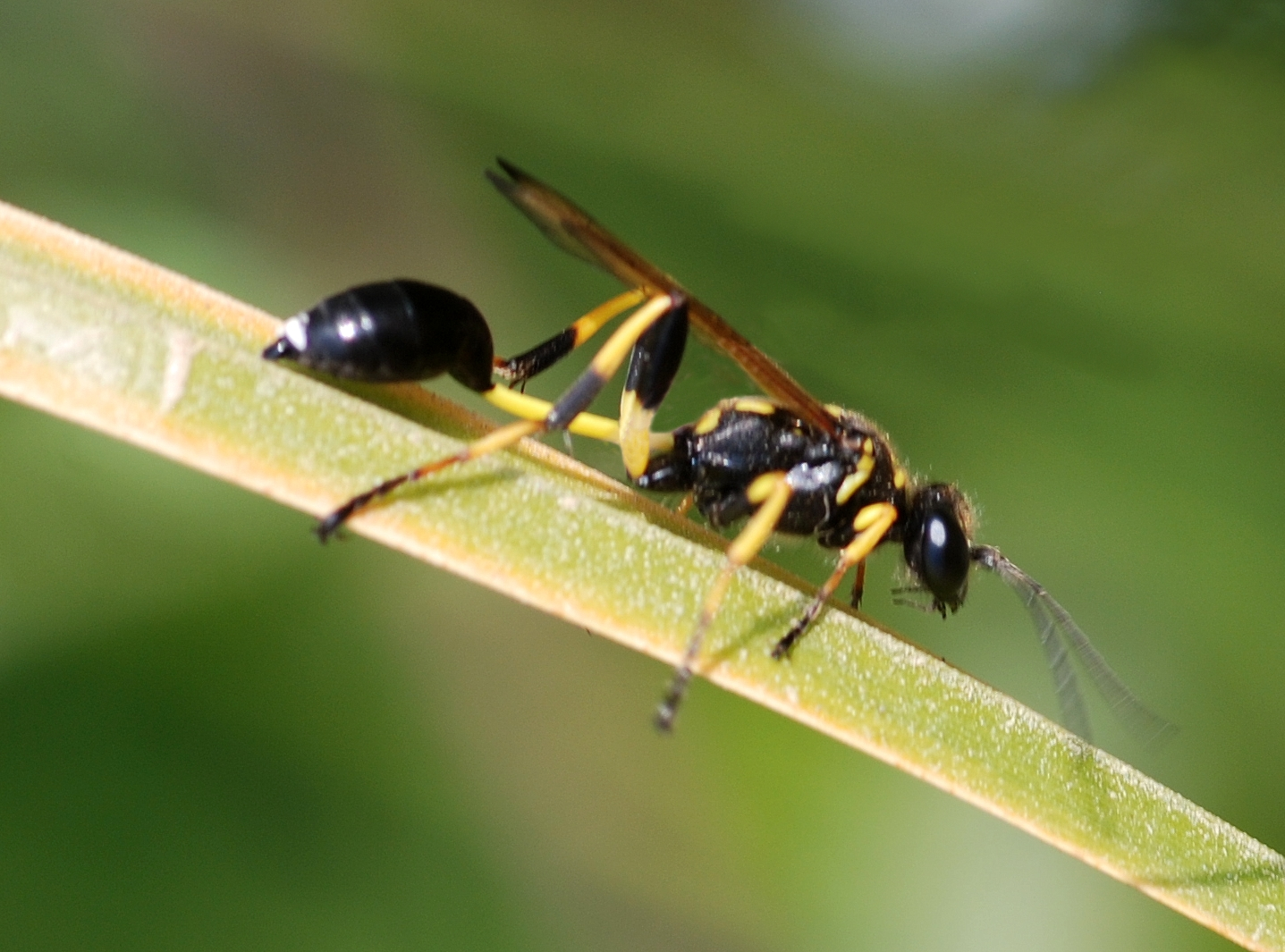
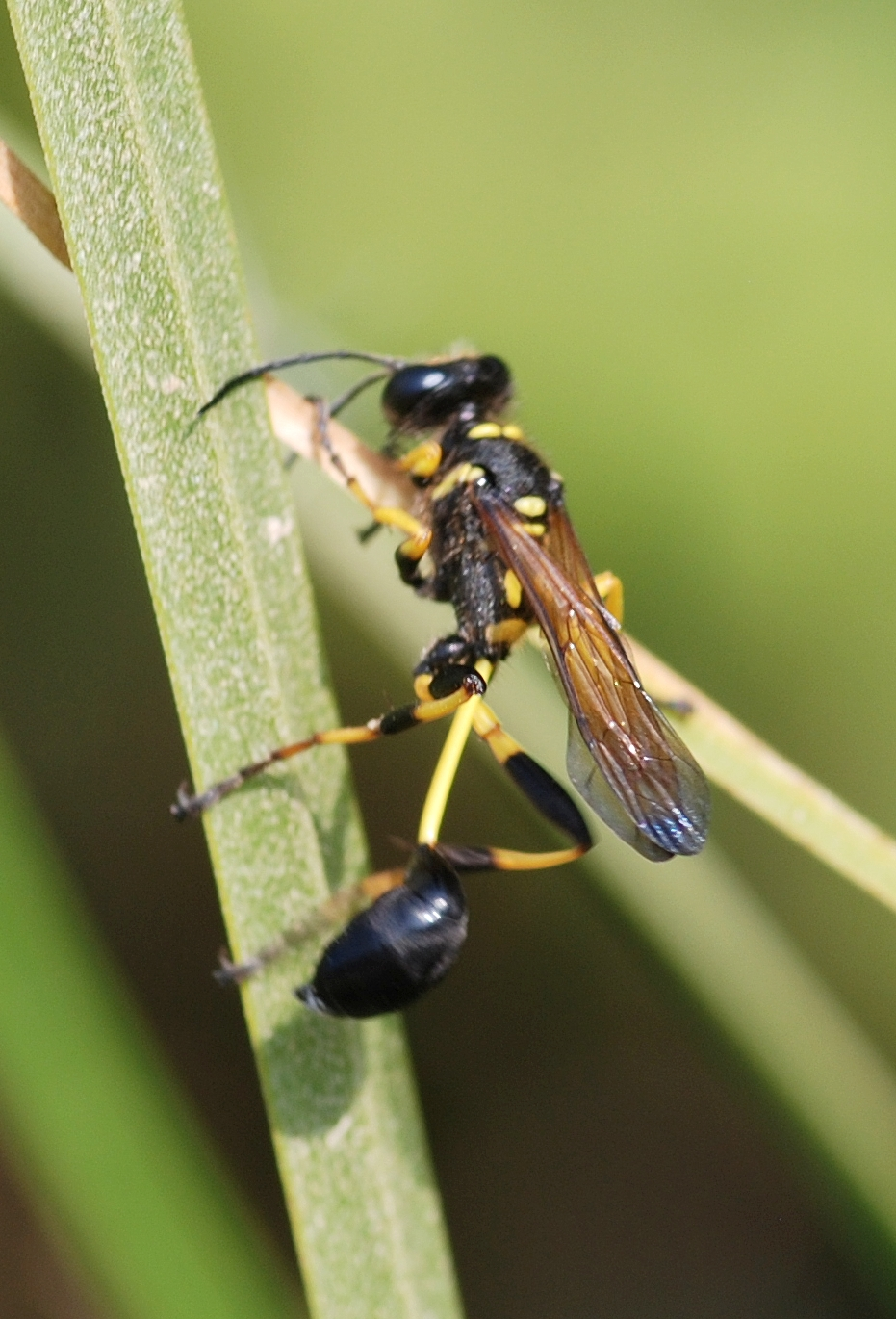